# Stranraer FC
Stranraer FC är en skotsk fotbollsklubb från Stranraer bildad år 1870, vilket gör den till den tredje äldsta fotbollsklubben i Skottland och en av de tjugo äldsta i världen. Klubben blev medlemmar av Scottish Football League 1949 och spelade i den lägsta divisionen ända tills säsongen 1993/1994 då de för första gången blev uppflyttade till andra divisionen. Man vann även Second Division, nivå tre i ligasystemet, 1997/1998. Klubben spelar 2018/2019 i Scottish League One, nivå tre i ligasystemet.